# Франц Велзер-Мест
Франц Леополд Марија Мeст (Линц, 16. август 1960) је аустријски диригент професионално познат као Франц Велзер-Мест. Тренутно је музички директор Кливлендског оркестра.

## Биографија
Франц Мeст је рођен је у Линцу у Аустрији. Студирао је код композитора Балдуина Сулцера. Као младић у Линцу, учио је виолину и развио интересовање за дириговање. Након што је задобио повреде у саобраћајној несрећи која је довела до оштећења нерава, прекинуо је студије виолине и фокусирао се на студије дириговања.
Године 1985. Мест је преузео уметничко име Велзер-Мест на предлог свог ментора, барона Андреаса вон Бенигсена од Лихтенштајна, у знак омажа граду Велсу у којем је одрастао.  Године 1986. усвојио га је Бенигсен. Године 1992. Велзер-Мест се оженио бившом Бенигсеновом женом Ангеликом.   Његови први велики деби били су на Салцбуршком фестивалу 1985. године, након чега су уследили Лондонски филхармонијски оркестар 1986. и Оркетар музичке школе из Винтертура 1988. године.
Између 1986. и 1991. Велзер-Мест је био главни диригент Симфонијског оркестра Норчепинг у Шведској, а 1990. постао је главни диригент Лондонске филхармоније (енгл. London Philharmonic Orchestra) где је дириговао све до 1996. године.

Од 1995. до 2000. био је музички директор Циришке опере. Постао је генерални музички директор Циришке опере у септембру 2005, са оригиналном посвећеношћу Опери до 2011. Међутим, он је напустио функцију у Цириху у јулу 2008, након што је пристао да служи у истом својству у Бечкој државној опери. Велзер-Мест је први пут дириговао у Бечкој државној опери 1987. године, као замена за Клаудија Абада у дириговању опере Ђоакина Росинија Италијанка у Алжиру. Аустријска влада је 6. јуна 2007. именовала Велзер-Места да од септембра 2010. године служи на позицији генералног директора Бечке државне опере.  Септембра 2014. најавио је оставку из Бечке државне опере, која је ступила на снагу одмах. Велзер-Мест је почасни члан Бечког певачког удружња. Дириговао је Бечком филхармонијом на Бечком новогодишњем концерту 2011, 2013. и 2023.
Велзер-Мест је дебитовао као диригент у Сједињеним Државама са Симфонијом Сент Луиса 1989. године. Први пут је као гост дириговао Оркестром Кливленда у фебруару 1993. У сезони 2002–03, Велзер-Мест је постао седми музички директор Кливлендског оркестра. Његов последњи уговор је продужен до сезоне 2026–27. Током свог мандата, Велзер-Мест је водио сталну резиденцију оркестра у Музикферајну у Бечу, која је започела првом европском турнејом Велзер-Места 2003. године. Поред тога, под Велзер-Местом, оркестар је 2007. покренуо годишњи програм у Карневалском центру за сценске уметности у Мајамију (енгл. Carnival Center for the Performing Arts), који је касније преименован у Центар за сценске уметности Адриена Аршт (енгл. Adrienne Arsht Center for the Performing Artsс). 
Под Велзер-Местом, оркестар је од 2009. почео да представља  трогодишњи циклус опера Моцарта и Да Понта: Фигарова женидба, Дон Ђовани и Тако чини све, као и Саломе Рихарда Штрауса (2011–2012), Јаначекову Лукава мала лисица (2013–2014 и 2017–2018), Штраусову Дафну (2014–2015) и Аријадну на Наксосу (2018–2019), Бартоковог Чудесног Мандарина и Дворац Плавобрадог у сезони 2015-16, и Дебисијеву Пелеас и Мелисанда (2016–17).
Велзер-Мест је 2020. објавио своју аутобиографију Како сам открио тишину: Молба против светске буке. Аутобиографија је објављена на енглеском у мају 2021. под насловом From Silence: Finding Calm in a Dissonant World. 